# Organització del Tractat Central
L'Organització del Tractat Central (en anglès: Central Treaty Organisation, CENTO), abans coneguda com el Pacte de Bagdad o l'Organització del Tractat d'Orient Mitjà (Middle East Treaty Organisation, MECO), va ser una aliança militar de la Guerra Freda. Estava format en 1955 per l'Iran, l'Iraq, el Pakistan, Turquia i el Regne Unit i es va dissoldre en 1979 amb la revolució islàmica.
La pressió estatunidenca i les promeses d'ajuda militar i econòmica van ser clau en les negociacions que van conduir a l'acord, però els Estats Units no va poder participar inicialment. John Foster Dulles, que va participar en les negociacions com a secretari d'Estat estatunidenc sota el mandat del president Dwight D. Eisenhower, va afirmar que es devia al «lobby pro-Israel i a la dificultat d'obtenir l'aprovació del Congrés dels Estats Units». Uns altres van dir que el motiu era «per raons purament tècniques de procediments pressupostaris».
En 1958, els Estats Units es va unir al comitè militar de l'aliança. Generalment es considera una de les aliances menys reeixides de la Guerra Freda.
La caserna general de l'organització va estar a Bagdad (l'Iraq) de 1955 a 1958 i a Ankara (Turquia) de 1958 a 1979. El Xipre també va ser un lloc important per al CENTO a causa de la seva ubicació a Orient Mitjà i a les zones de sobirania britàniques a l'illa.

## Membres
- Regne Unit (des d'abril 1955),
- Iraq (fins a març 1959),
- Iran (novembre 1955 — març 1979),
- Pakistan (setembre 1955 — març 1979),
- Turquia
  - El rol de Turquia va tenir un paper únic i important en el Pacte de Bagdad en comparació amb altres nacions com l'Iraq. Va rebre una atenció "especial" per part d'Occident principalment a causa de la seva importància geopolítica. Es creia que podrien apropar altres països àrabs, com l'Iraq, més a prop de la projectada aliança àrab anticomunista, ja que el primer hauria estat d'inspiració per a altres països "afins". També s'esperava que acordant el Pacte de Bagdad les relacions turques i iraquianes tinguessin el seu temps al sol. No obstant això, aquest optimisme no va recompensa, ja que l'Iraq estava sota l'amenaça constant de la infiltració de les tropes turques i Nuri estava desesperat per arribar a un acord.[6] Finalment, el corteig turc per part de les nacions occidentals, com els Estats Units, no va tenir el resultat desitjat, ja que els països àrabs, principalment Egipte, es van tornar hostils al pacte.

## Història
Seguint el model de l'Organització del Tractat de l'Atlàntic Nord (OTAN), el CENTO comprometia als països a cooperar i protegir-se mútuament, així com a no intervenir en els assumptes dels altres. El seu objectiu era contenir l'expansió de l'influència de la Unió Soviètica (URSS) als països productors de petroli de l'Oriemt Mitjà mitjançant una línia d'Estats forts al llarg de la davantera sud-oest de l'URSS. Així mateix, se'l coneixia com la "Línia del Nord" per a evitar l'expansió soviètica a Orient Mitjà. A diferència de l'OTAN, el CENTO no tenia una estructura de comandament militar unificada, ni es van establir moltes bases militars estatunidenques o britàniques als països membres, encara que els Estats Units tenia instal·lacions de comunicacions i intel·ligència electrònica a l'Iran, i operava vols d'intel·ligència U-2 sobre l'URSS des de bases al Pakistan. El Regne Unit va tenir accés a instal·lacions al Pakistan i l'Iraq en diversos moments mentre el tractat estava en vigor.
El 14 de juliol de 1958, la monarquia iraquiana va ser enderrocada en un cop militar. El nou govern estava dirigit pel general Abd al-Karim Qasim, que va retirar a l'Iraq del Pacte de Bagdad, va establir la seva base a Ankara i va obrir relacions diplomàtiques amb la Unió Soviètica i va adoptar una postura no alineada. L'organització va abandonar llavors el nom de "Pacte de Bagdad" en favor de "CENTO".
Orient Mitjà i l'Àsia meridional es van convertir en zones extremadament volàtils durant la dècada de 1960 amb el conflicte àrabo-israelià i les guerres indo-pakistaneses de 1965 i 1971. El CENTO no estava disposat a implicar-se a fons en cap de les dues disputes. En 1965 i 1971, el Pakistan va intentar sense èxit obtenir ajuda en les seves guerres amb l'Índia a través del CENTO, que va ser rebutjat sota la idea que el CENTO tenia com a objectiu contenir a l'URSS, no a l'Índia.
Tot i així, el CENTO va fer poc per evitar l'expansió de la influència soviètica als estats no membres de la zona. Qualsevol valor de contenció que pogués haver tingut el pacte es va perdre quan els soviètics «va saltar» la línia dels estats membres, establint estretes relacions militars i polítiques amb els governs d'Egipte, Síria, l'Iraq, el Iemen del Sud, Somàlia i Líbia. En 1970, l'URSS havia desplegat més de 20.000 soldats a Egipte i havia establert bases navals a Berbera a Somàlia, Aden al Iemen del Sud i a l'illa de Nokra a Etiòpia.
La revolució iraniana va suposar la fi de l'organització en 1979, però en realitat estava acabada des de 1974, quan Turquia va envair Xipre. Això va portar al Regne Unit a retirar les forces que s'havien destinat a l'aliança, i el Congrés dels Estats Units va aturar l'ajuda militar a Turquia malgrat dos vetos presidencials. Amb la caiguda de la monarquia iraniana, es va perdre la raó de ser de l'organització. Els futurs acords de defensa dels Estats Units i Gran Bretanya amb els països de la regió -com el Pakistan, Egipte i els estats del Golf Pèrsic- es van dur a terme de manera bilateral.
Amb la retirada de l'Iran l'onze de març de 1979 i de Pakistan l'endemà, el Secretari General del CENTO, el diplomàtic turc Kamran Gurun, va anunciar el 16 de març de 1979 que convocaria una reunió del consell del pacte per a dissoldre formalment l'organització.

## Ferrocarril CENTO
El CENTO va patrocinar una línia de ferrocarril, que en part es va completar, per a permetre la connexió ferroviària entre Londres i Teheran via Van. Es va completar un tram des del llac Van, al Kurdistan del Nord, fins a Sharafkhaneh, a l'Iran, finançat en gran part pel CENTO (principalment el Regne Unit). L'obra civil va ser especialment complicada a causa de la dificultat del terreny. Part de la ruta incloïa un transbordador ferroviari a través del llac Van amb una terminal a Tatvan, en la part occidental del llac. Les característiques més destacades del ferrocarril en el costat iranià incloïen 125 ponts, entre ells l'obertura del Ghotour Bridge, de 453 m de longitud, que creua el canyó de 121 m de profunditat a l'Azerbaidjan Occidental.

## Institucions culturals i de recerca
Igual que els seus homòlegs de l'OTAN i la SEATO, el CENTO va patrocinar una sèrie d'institucions culturals i de recerca científica:
- CENTO Conferences on Teaching Public Health and Public Health Practice (Conferències CENTO sobre l'ensenyament de la salut pública i la pràctica de la salut pública)[14]
- CENTO Cultural Works Programme (Programa d'Obres Culturals de CENTO)[15]
- CENTO Institute of Nuclear & Applied Science (CENTO Institut de Ciències Nuclears i Aplicades)
- CENTO Scientific Coordinating Board (Consell de Coordinació Científica de CENTO)[16]
- CENTO Scientific Council (Consell Científic de CENTO)
- CENTO Symposia on Rural Development (Simposis de CENTO sobre desenvolupament rural)[17][18]

En 1960, per exemple, el CENTO havia finançat 37 projectes d'agricultura, educació, sanitat, desenvolupament econòmic i transport. També va organitzar almenys un simposi sobre el problema de la glossopeda i la pesta bovina.
L'organització que es va convertir en l'Institut de Ciències Nuclears CENTO va ser establerta per les potències occidentals en el Pacte de Bagdad, com es coneixia llavors al CENTO. Inicialment estava situat a Bagdad (l'Iraq), però es va traslladar a Teheran (l'Iran) en 1958 després que l'Iraq es retirés del CENTO. En l'Institut es van formar estudiants del Pakistan i Turquia, així com de l'Iran.

### Consell Científic del CENTO
El Consell Científic del CENTO va organitzar una sèrie de simposis científics i altres esdeveniments, inclosa una reunió a Lahore (el Pakistan) en 1962, titulada «The Role of Science in the Development of Natural Resources with Particular Reference to Pakistan, Iran and Turkey» (El paper de la ciència en el desenvolupament dels recursos naturals amb especial referència al Pakistan, l'Iran i Turquia).